# Bengt Gotskalksson (Ulv)
Bengt Gotskalksson (Ulv), född på 1300-talet, död mellan 1440–1441, var ett svensk häradshövding och riksråd.

## Biografi
Bengt Gotskalksson (Ulv) var son till Gotskalk Bengtsson (Ulv) och Ingeborg Johansdotter (Moltke). Han nämns första gången 1411 och var 3 maj 1432 häradshövding i Kinda härad. Bengt Gotskalksson var från 1435 till 1440 riksråd. Han avled mellan 1440–1441.

### Egendom
Bengt Gotskalksson ägde gods i Konga härad och Sevede härad i Småland, i Bälinge härad i Uppland.

### Familj
Bengt Gotskalksson gifte sig 1417 med Birgitta Arendsdotter (Styke), dotter till hövitsmanenn Arend Styke på Nyköpings slott och Metta. De fick tillsammans barnen riddaren Arend Bengtsson (Ulv), riddaren Knut Bengtsson (Ulv) och Sten Bengtsson (Ulv).